# Méthode sans maillage
 (juin 2019).
Si vous disposez d'ouvrages ou d'articles de référence ou si vous connaissez des sites web de qualité traitant du thème abordé ici, merci de compléter l'article en donnant les références utiles à sa vérifiabilité et en les liant à la section « Notes et références ».

Diagramme de Voronoi

Les méthodes sans maillage sont, dans le domaine de l'analyse numérique et plus précisément dans l'utilisation de la méthode des éléments finis, celles qui ne nécessitent pas de connexion entre les nœuds du domaine de simulation, c'est-à-dire un maillage, mais sont plutôt basées sur l'interaction de chaque nœud avec tous ses voisins.